# Robby Müller
Robby Müller (4. dubna 1940 – 4. července 2018) byl nizozemský kameraman. Narodil se na ostrově Curaçao na tehdejších Nizozemských Antilách a roku 1953 se přestěhoval do Amsterdamu. V letech 1962 až 1964 studoval na Nizozemské filmové akademii. Byl dlouholetým spolupracovníkem režisérů Wima Wenderse (Alice ve městech, Chybný pohyb, V běhu času) a Jima Jarmusche (Mimo zákon, Tajuplný vlak, Mrtvý muž). Během své kariéry však spolupracoval i s mnoha dalšími režiséry. Zemřel v Amsterdamu ve věku 78 let.